# TIBCO
TIBCO Software Inc. — компанія-розробник програмного забезпечення орієнтованого для побудови сервісно-орієнтованої архітектури (англ. Service-oriented architecture, SOA) підприємства та управління бізнес-процесами (англ. Business Process Management, BPM). Компанія має штаб-квартиру в Пало-Альто, Каліфорнія та офіси в Північній Америці, Європі, Азії, на Близькому Сході, в Африці та в Південній Америці.

## Загальна інформація
Компанія TIBCO Software заснована в 1997 році індійським підприємцем Вівеком Ранадіве, як частина холдингу Reuters Group.
Рішення TIBCO широко використовуються в телекомунікаційній, транспортній та енергетичних галузях, на виробництві, в області фінансів та в медицині.

## Продукти
TIBCO SpotfireTIBCO Spotfire — це аналітична платформа, що використовується зокрема для цілей бізнес-аналітики, яка дозволяє виконувати поглиблений аналіз даних з використанням прогнозування та комплексної статистики.